# Demba Barry
Demba Barry est un footballeur international malien, né à Bamako le 4 novembre 1987, évoluant au poste de défenseur.

## Biographie
Demba Barry est formé à l'AS Real de Bamako où il côtoie IIdrissa Coulibaly avec qui joue actuellement sous le maillot de la JS Kabylie.
Il reste a l'AS Real Bamako jusqu'à Décembre 2006, il s'engage avec la JS Kabylie en janvier 2007, il gagne rapidement sa place mais n'est pas un titulaire à part entière dans l'échiquier de Azzedine Ait Djoudi. C'est lors de la saison 2007-2008 qu'il devient un titulaire indiscutable.Lors du mercato d'hiver son ami Idrissa Coulibaly le rejoint ils forment alors une charniere centrale infranchissable que l'on surnomme "la garde malienne" ses efforts payent puisqu'à la fin de la saison il devient international malien même s'il ne compte aucune sélection.
Il a gagné de l'experiance en disputant les poules de la Ligue des Champions africaine.Cette année il ne les disputera pas puisque la JSK s'est faite éliminée dès les huitiemes de finales, ils sont donc renversés en coupe de la CAF, une compétition que Demba va découvrir, mais qui est encore plus pénible que la Champions League car en cas de qualifications pour les poules seuls les premiers des deux groupes s'affrontent en finale, mais ce n'était pas le cas de la JSK.

## Parcours
- AS Real Bamako :  jusqu'à décembre 2006
- Jeunesse sportive de Kabylie : janvier 2007 à 2009
- Al Hilal Omdurman : 2009-2012
- ES Sétif : depuis 2012

## Palmarès
- 1 sélection
- Champion d'Algérie en 2008 avec la JS Kabylie.
- Champion d'Algérie en 2013 avec l'ES Sétif